# Volari 8300
Volari 8300是一種PCI-ELow Profile顯示卡，由XGI設計。自前一代Volari V系列AGP顯示卡慘淡收場後，XGI索性苦修一年，直接推出原生PCI-E顯示卡。本作不以效能出名，而是靠其優秀的視訊播放質素。
- 核心：
  - 0.13微米製程
  - 9千萬個電晶體
  - 2x2條像素流水線
  - 4個頂點著色引擎
  - 時脈：300MHz
  - Direct X 9.0
    - Pixel Shader 2.0
    - Vertex Shader 2.0

  - TrueVideo
- 記憶體：
  - 2顆GDDR記憶體BGA顆粒，時脈：600MHz
  - 總共32MB
  - 64Bit頻寬

最**eXtreme Cache -- 與nVidia TurboCache及ATi HyperMemory技術類似，透過PCI-E介面借用系統記憶體，作為顯視記憶體。這是動態借用的。當執行2D程序時，便會釋放借用了的系統記憶體。
Volair 8300 Mobile是Volair 8300的流動版本。架構与Volair 8300没有分別，只是核心運作電壓較低，減少消耗電池。它亦會采用nVidia提倡的MXM繪圖接口，手提電腦可以簡單地过渡使用 Volair 8300 Mobile，而不需重新設計基板，減少研發時間。
- MPEG-2硬體解碼
- 核心整合兩組350MHz RAMDAV
- 核心整合NTSC/PAL編碼器
- VGA介面最高解析度：2048x1536
- DVI介面最高解析度：1600x1200
- HDTV最高輸出：720p而不是1080i，比S3 Graphics 的ChromeS20 Series落後
- 图元基础动作处理
- 边缘自适应性逐行扫描功能
- 逆转3:2 Pull Down功能
- 动物和物件为主的自适应柔边
- 针对超清晰TFT LCD影像画质的驱动技术
- 采用立体插补技术进行边缘修复

TrueVideo是XGI的提高視訊的播放質素技術，是Volari 8300的賣点。与nVidia的Pure Video，ATi的AVIVO，S3 Graphics的Chromotion 3.0 Video Engine、矽統科技的Real Video相似。